# Saint-Marc-la-Lande
Saint-Marc-la-Lande is een gemeente in het Franse departement Deux-Sèvres (regio Nouvelle-Aquitaine) en telt 316 inwoners (1999). De plaats maakt deel uit van het arrondissement Parthenay.

## Geografie
De oppervlakte van Saint-Marc-la-Lande bedraagt 10,3 km², de bevolkingsdichtheid is 30,7 inwoners per km².
De onderstaande kaart toont de ligging van Saint-Marc-la-Lande met de belangrijkste infrastructuur en aangrenzende gemeenten.

## Demografie
Onderstaande figuur toont het verloop van het inwonertal (bron: INSEE-tellingen).